# 1694 în literatură
- 1693 în literatură — 1694 în literatură — 1695 în literatură

Anul 1694 în literatură a implicat o serie de evenimente semnificative. 

## Cărți noi
- Edmund Arwaker - An Epistle to Monsieur Boileau
- Mary Astell - A Serious Proposal to the Ladies
- Thomas Pope Blount - De Re Poetica; or, Remarks upon Poetry
- Gilbert Burnet - Four Discourses
- Jeremy Collier - Miscellanies
- John Dryden și Jacob Tonson - The Annual Miscellany: for the Year 1694
- George Fox - The Journal of George Fox, editată de Thomas Ellwood
- Charles Gildon - Chorus Poetarum (include texte de Aphra Behn, John Denham, George Etheridge, Andrew Marvell, inter al.)
- William Killigrew - Mid-night and Daily Thoughts
- William King - Account of Denmark
- Jane Lead - The Enochian Walks with God
- Jan Luyken - Het Menselyk Bedryf
- John Strype - Memorials of Thomas Cranmer
- Matthew Tindal - An Essay Concerning the Laws of Nature and the Rights of Soveraigns
- James Wright - Country Covnersations

## Decese
Format:1694